# Stazione di Rigomagno
La stazione di Rigomagno è una stazione ferroviaria posta sulla linea Siena-Chiusi. Serve la località di Rigomagno, frazione del comune di Sinalunga.